# Aït Milk
Ait Milk (franska: Ait Milk (CR), Ait Milk (Commune Rurale), arabiska: تزي نتكوشت) är en kommun i Marocko.   Den ligger i provinsen Chtouka-Aït Baha och regionen Souss-Massa, i den centrala delen av landet, 500 km sydväst om huvudstaden Rabat. Antalet invånare är 11 341.